# Francesco Cogoni
Francesco Cogoni (Quartu Sant'Elena, 31 luglio 1894 – Ozieri, 14 gennaio 1980) è stato un vescovo cattolico italiano.

## Biografia
Nasce a Quartu Sant'Elena il 31 luglio 1894.
Il 7 aprile 1917 viene ordinato presbitero.
Divenuto segretario dell'arcivescovo di Cagliari Francesco Rossi, lo segue quando questi viene trasferito a Ferrara nel 1920.
Nel 1923 rientra in Sardegna e insegna teologia dogmatica, scienze naturali e matematica nel seminario di Cagliari.
Il 25 giugno 1930 viene nominato cancelliere arcivescovile a Cagliari.
Il 3 marzo 1939 viene nominato vescovo di Ozieri dal neoeletto papa Pio XII; riceve l'ordinazione episcopale il 23 aprile successivo da Ernesto Maria Piovella, arcivescovo metropolita di Cagliari, coconsacranti Giovanni Pirastru, vescovo di Iglesias, e Francesco Emanuelli, vescovo di Ales e Terralba. Prende possesso canonico della diocesi il 28 maggio.
Partecipa a tutte le sessioni del Concilio Vaticano II.
Dopo 36 anni di governo pastorale della diocesi, il 25 aprile 1975 il Papa accetta le sue dimissioni per raggiunti limiti di età.
Muore il 14 gennaio 1980 e viene sepolto nella cattedrale di Ozieri.

## Genealogia episcopale e successione apostolica
La genealogia episcopale è:
- Cardinale Scipione Rebiba
- Cardinale Giulio Antonio Santori
- Cardinale Girolamo Bernerio, O.P.
- Arcivescovo Galeazzo Sanvitale
- Cardinale Ludovico Ludovisi
- Cardinale Luigi Caetani
- Cardinale Ulderico Carpegna
- Cardinale Paluzzo Paluzzi Altieri degli Albertoni
- Papa Benedetto XIII
- Papa Benedetto XIV
- Papa Clemente XIII
- Cardinale Marcantonio Colonna
- Cardinale Giacinto Sigismondo Gerdil, B.
- Cardinale Giulio Maria della Somaglia
- Cardinale Carlo Odescalchi, S.I.
- Cardinale Costantino Patrizi Naro
- Cardinale Lucido Maria Parocchi
- Cardinale Andrea Carlo Ferrari
- Arcivescovo Ernesto Maria Piovella, O.SS.C.A.
- Vescovo Francesco Cogoni

La successione apostolica è:
- Arcivescovo Sebastiano Fraghì (1947)